# Pekin Noodle Parlor
Pekin Noodle Parlour (construido en 1909) es uno de los restaurantes chinos en los Estados Unidos, ubicado en la ciudad de Butte, en el estado de Montana. El restaurante fue fundado en su ubicación actual en 1911 por Hum Yow y Tam Kwong Yee. Junto con el edificio mercantil de la Compañía Wah Chong Tai (1891) y el Mai Wah Noodle Parlour (1909), el Pekin Noodle Parlour representa una de las últimas propiedades sobrevivientes del vecindario original de Chinatown en el distrito histórico Butte-Anaconda.

## Contexto
La minería de oro de Placer a finales del siglo XIX trajo inmigrantes chinos a Butte para trabajar en las minas. Sin embargo, el sentimiento antichino avivado por los sindicatos obligó a los chinos a abandonar la industria minera. Finalmente se establecieron en Uptown Butte en la década de 1880 y abrieron negocios en un vecindario de Chinatown bordeado por West Galena Street en el norte, South Main Street en el este, West Mercury Street en el sur y Colorado Street en el oeste. "China Alley" se convirtió en una comunidad próspera que puede haber alcanzado una población de 600 personas en su apogeo.
Después de que los sindicatos organizaran una campaña sostenida de boicots importantes al barrio chino de Butte que duró muchos años a fines de la década de 1890, y a pesar de que el abogado Wilbur F. Sanders defendió con éxito al pueblo chino de Butte en Hum Fay, et al. v. Baldwin (también conocido como el caso del boicot chino), la mayoría de los chinos abandonaron Butte. Para 1940, solo quedaban 92.

## Historia

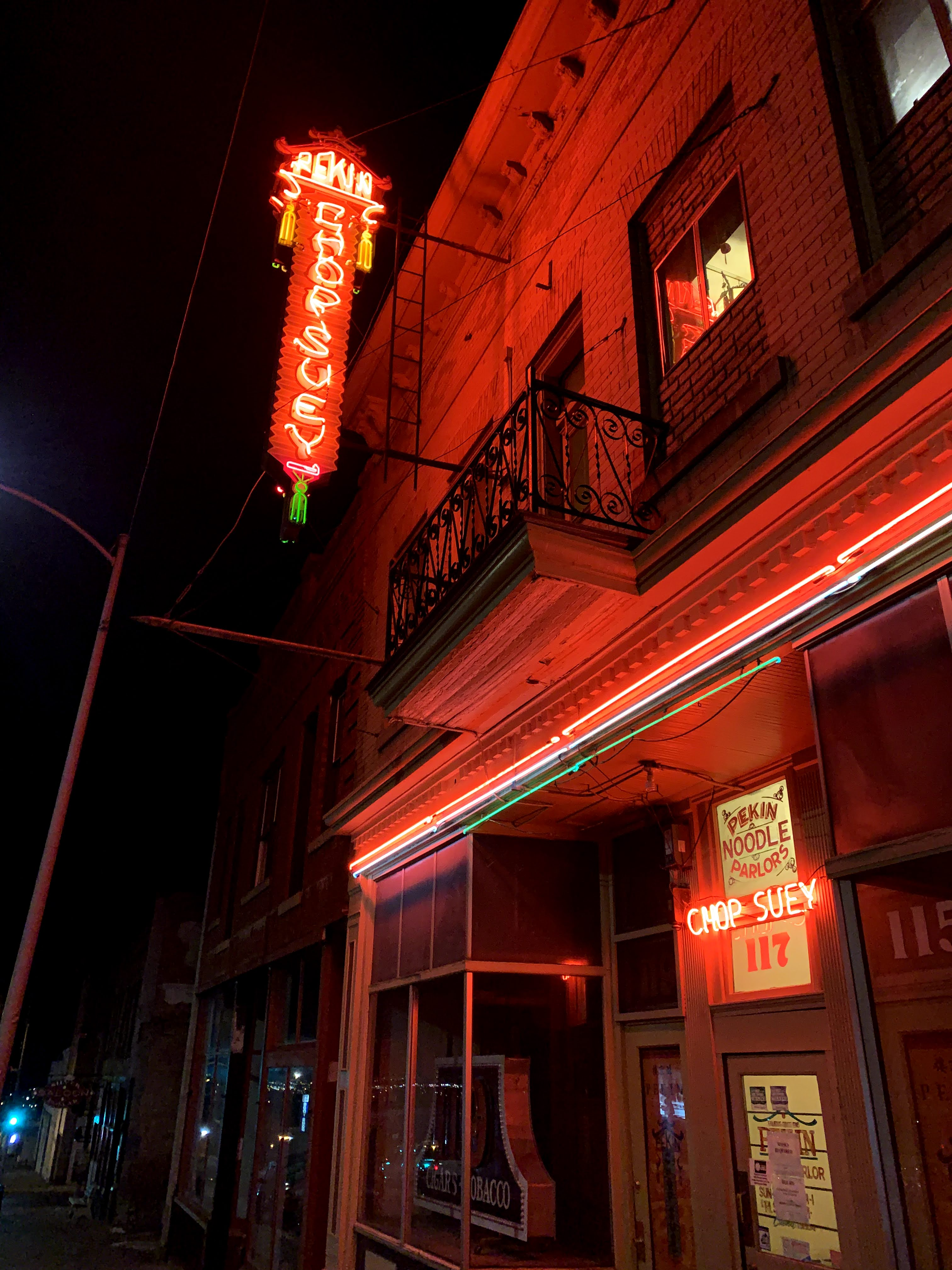
El exterior del restaurante en 2020

La familia Tam dejó su hogar en Guangzhou y emigró a Montana en la década de 1860. El anciano Tam encontró trabajo enviando suministros a las comunidades chinas en la costa Oeste, mientras que su hijo se dirigió a Butte en la década de 1890 y fundó Quong Fong Laundry, que continuó sirviendo a la comunidad durante otros cincuenta años en su ubicación en South Arizona Street.
Hum Yow, un pariente cercano de la familia Tam y chino de primera generación nacido en California, originalmente fundó Pekin Noodle Parlour en West Mercury Street. Se mudó en 1911 al segundo piso de un edificio de ladrillos en South Main Street, cerca de la esquina de West Galena. Fue construido por el arquitecto G. E. DeSnell, diseñado para el abogado F. T. McBride de Butte y terminado en 1909. Los parientes de la familia Hum Yow y Tam Kwong Yee pronto se establecieron como empresarios en la nueva ubicación en Uptown Butte.
Los archiveros señalan que cuando el restaurante abrió por primera vez, "atendía a una clientela diversa de mineros, asistentes al teatro y ciudadanos adinerados. Entonces, como ahora, el menú incluía clásicos chinos estadounidenses como chow mein, chop suey y egg foo young". El restaurante ofrecía una amplia variedad de platos en su menú, pero los clientes preferían sus fideos húmedos (yaka mein) y chop suey. Pekin Noodle Parlour también ofrecía comida para llevar y entrega a domicilio. El restaurante instaló su primer letrero en 1916 y agregó neón algún tiempo después. Los letreros de neón se hicieron populares después de la Primera Guerra Mundial y se utilizaron para atraer clientes.
Ding Kuen Tam, nieto de Tam Kwong Lee, salió de China y llegó a Estados Unidos en 1947. Se hizo conocido como Danny Wong y le compró el negocio a su fundador, su tío abuelo Hum Yow, cuando se jubiló. Wong dirigió el establecimiento durante más de seis décadas con su esposa, Sharon Chu. Chu falleció a finales de 2014 y Wong falleció en diciembre de 2020. Su hijo Jerry Tam ahora dirige el restaurante y ha dicho que la historia de inmigración de su padre es la del Sueño Americano.

## Aspecto y diseño

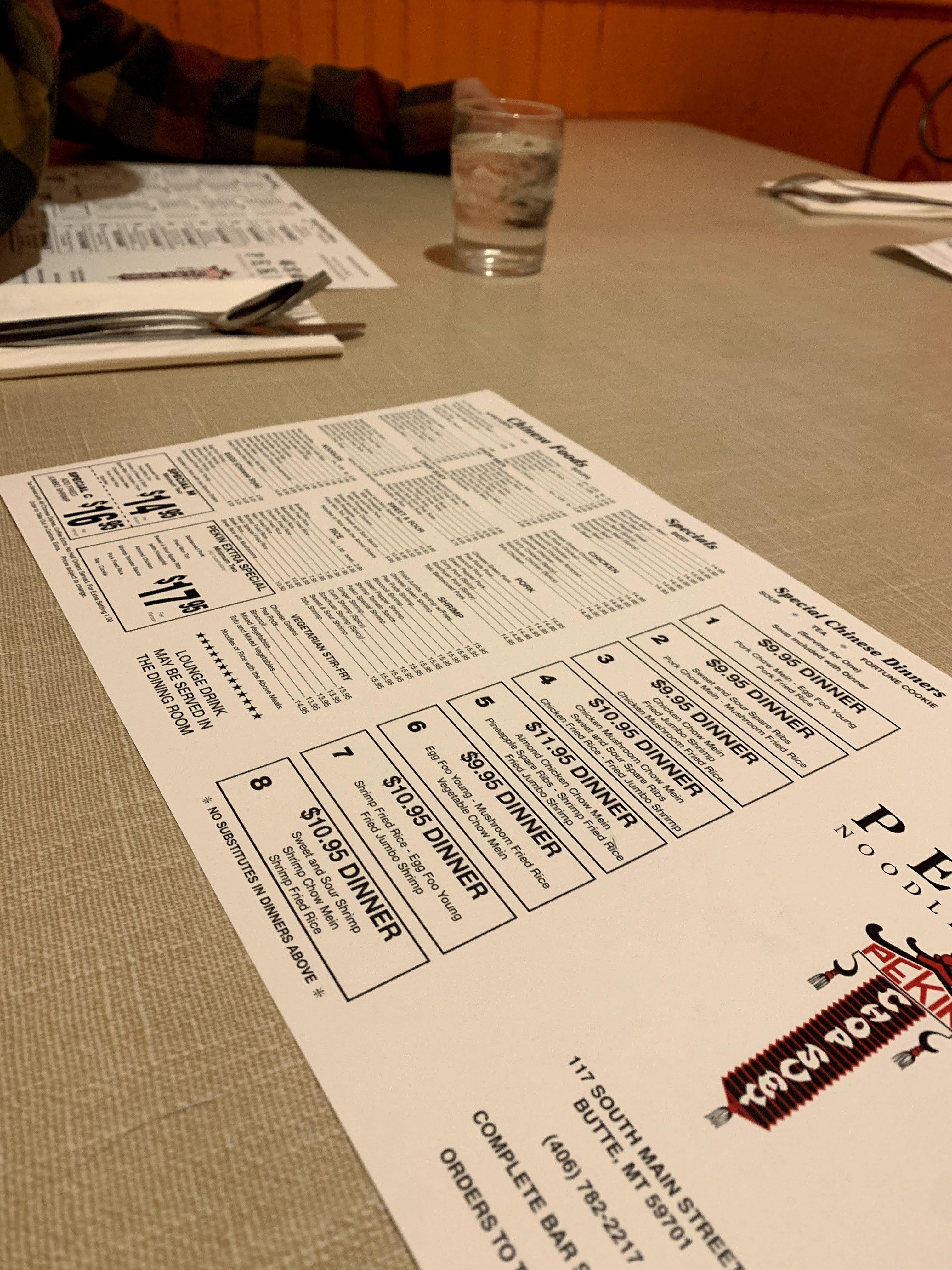
El menú a partir de noviembre de 2020

Los clientes ingresan al restaurante del segundo piso desde la planta baja en South Main Street, subiendo un tramo de escaleras hasta una puerta a la izquierda. La puerta se abre a un pasillo con tabiques de madera de color salmón-naranja que separan 17 comedores y cabinas a cada lado con cortinas de privacidad para cada cubículi. Las mesas y sillas de comedor de cada habitación datan de 1916. El pasillo central está lleno de linternas chinas que cuelgan del techo. Los meseros entregan comida a cada puesto con carritos de metal.
El diseño original, durante los primeros 50 años, se basó en un esquema de color verde lima claro con cortinas de pana verde oscuro. Fue repintado a su color naranja actual después de que el propietario leyó un artículo en la revista Bon Appetit que decía que "el color salmón abre el apetito de la gente". El primer nivel fue en un momento una tienda de hierbas y el subnivel albergaba juegos ilegales.